# 港東里 (臺南市)
港東里位於臺灣臺南市西港區，境內有「八份」、「雙張廍」、「下面厝」、「烏竹林」四個聚落:591:93。境內的八份姑媽宮是西港香的起源地:92。

## 沿革
該里在日治時期屬於西港庄大字八份:591:92。二次大戰後，八份聚落一帶設「八份村」，「雙張廍」、「下面厝」、「烏竹林」則設為「三樂村」:591:92。到了民國68年（1979年），因為八份村人數減少，所以兩村合併，並且因為境內的港東國小而取名為港東村:591:92。2010年12月25日，因為臺南縣市合併升格而改為「港東里」。

## 宗教信仰
港東里境內有八份姑媽宮、八份天聖宮、雙張廍保天宮、烏竹林廣慈宮、下面厝慈聖宮等廟宇:592。

## 外部連結
- Facebook港東社區發展協會粉絲團